# Oecetis laustra
Oecetis laustra là một loài Trichoptera trong họ Leptoceridae. Chúng phân bố ở miền Australasia.